# Ciudad Lineal
Ciudad Lineal est un des vingt-et-un districts de la ville de Madrid. D'une superficie de 1 136,36 hectares, il accueille 214 256 habitants. 

## Géographie
L'arrondissement est divisé en neuf quartiers (barrios) :
- Ventas
- Pueblo Nuevo
- Quintana
- Concepción
- San Pascual
- San Juan Bautista
- Colina
- Atalaya
- Costillares

## Histoire de la nomenclature
- Une rue de Ciudad Lineal, nommée en mémoire de la zoologiste espagnole Clotilde Catalán de Ocón (1863-1946), a été rebaptisée sous la dictature franquiste[1].

## Liens externes
- (es) Site officiel
- Notice dans un dictionnaire ou une encyclopédie généraliste :   - Gran Enciclopèdia Catalana
- Notices d'autorité :   - VIAF
  - LCCN
  - Espagne
  - Israël
  - WorldCat
- (es) Ciudad Lineal sur le site de la ville de Madrid